# Don Clarke
Donald Barry Clarke (Pihama, 10 de noviembre de 1933-Johannesburgo, 29 de diciembre de 2002) fue un jugador neozelandés de rugby que se desempeñó como fullback. Jugó 89 veces (31 de estas fueron partidos de prueba) como All Black desde 1956 hasta 1964. Era más conocido por su patada fenomenal que le dio el apodo de "La bota".
Está considerado de los mejores fullback de la historia. Desde 2014 es miembro del Salón de la Fama de la World Rugby.

## Biografía
Clarke fue seleccionado para el equipo de rugby de Waikato a los 18 años, en 1952.
En 1956 colaboró con el Waikato para vencer 14-10 a los Springboks. Esto le ayudó a ser seleccionado para jugar el tercer partido de prueba para los All Black en el viaje Springbok.
Durante su carrera con los All Blacks Clarke marcó 781 puntos, récord que mantuvo 24 años hasta que fue superado en 1988 por Grant Fox.
Clarke tenía cuatro hermanos: Ian, Doug, Brian y Graeme, quienes también representaron a Waikato. Sólo una vez aparecieron juntos para Waikato en el mismo partido, en Te Aroha en 1961.
También representó a Auckland y a los Distritos Septentrionales al críquet.
Se mudó a Sudáfrica en los años 1970 y dirigió en King David Victory Park High School en Johannesburgo. En 1997, Clarke fue seriamente herido en un accidente de vehículo motorizado, cuando una camioneta chocó con su vehículo utilitario.
Le fue diagnosticado un melanoma en marzo de 2001, por el cual falleció el 29 de diciembre de 2002.